# Língua guinau
O guinau (guainavis, guainares) é uma língua extinta da família linguística arawak falada no Brasil.

## Empréstimos
Algumas palavras ye'kwana (família caribe) emprestadas da língua guinau (ou outras línguas arawak) (Ramirez 2019: 593; 2020: 69):
| Português       | Guinau     | Yekuana            |
| --------------- | ---------- | ------------------ |
| fígado          | jewana     | j-eewanɨ “coração” |
| lontra          | dzalu      | sado-do            |
| galo-das-rochas | kwano      | kawana-du          |
| papagaio        | kulewa     | kudewa             |
| urubu           | kurumu     | kuduumə            |
| urubu           | karakarali | kadakadaadi        |
| cará            | wajana     | wajana             |
| buriti          | kube       | kuwai              |
| peneira         | manari     | manaadi            |
| tanga           | waiku      | wajuuku, etc.      |

Outros empréstimos lexicais entre o ye'kwana e o guinau (Ramirez 2019: 593; 2020: 70):
| Português      | Guinau     | Yekuana    |
| -------------- | ---------- | ---------- |
| cuandu         | kiriʒiu    | kidiʃu     |
| veado-do-campo | perika     | fwɨdika    |
| maracajá       | maeʒikiidi | maʃikiidi  |
| macaco-coatá   | warikile   | wadiʃidi   |
| galinha        | wameeli    | wameedi    |
| iguana         | jamanari   | jamanadi   |
| jararaca       | daza       | tadade     |
| piau           | katese     | katiʃi     |
| peixe-cachorro | alakále    | adakade    |
| traíra         | hasuana    | asuwana    |
| gafanhoto      | kelatai    | kɨdatai    |
| louva-a-deus   | ndiwai     | diwai      |
| lacraia        | kumehehe   | kumeehehe  |
| caracol        | kalaalai   | kədəədəi   |
| minhoca        | kulu       | kuruhu     |
| uva            | mapanapawa | mahanahana |
| cuia           | tukule     | tukudɨ     |
| flecha         | dʒimaala   | ʃimaada    |
| urucu          | waiju-bai  | weʃu       |
| agulha         | makudʒa    | makuʃa     |